# Colotois pallens
Colotois pallens là một loài bướm đêm trong họ Geometridae.